# Snoekslijmvissen
Snoekslijmvissen (Chaenopsidae) vormen een familie van baarsachtige vissen.
Vissen uit deze familie komen uitsluitend voor in tropische wateren, van Noord- tot Zuid-Amerika. Er zijn in totaal 14 geslachten en 90 soorten, waarvan de grootste soort, Neoclinus blanchardi, tot 30 centimeter lang kan worden. Gewoonlijk zijn vissen uit deze familie echter veel kleiner.
De vissen hebben geen schubben en bezitten 17 tot 28 stralen in de rugvin en twee in de aarsvin.
Sommige soorten bewonen lege schelpen die ze ook als nestplaats gebruiken.

## Geslachten
De Snoekslijmvissen worden verder onderverdeeld in de volgende geslachten:
- Acanthemblemaria Metzelaar, 1919
- Chaenopsis Gill, 1865
- Cirriemblemaria Hastings, 1997
- Coralliozetus Evermann and Marsh, 1899
- Ekemblemaria Stephens, 1963
- Emblemaria Jordan and Gilbert, 1883
- Emblemariopsis Longley, 1927
- Hemiemblemaria Longley and Hildebrand, 1940
- Lucayablennius Böhlke, 1958
- Mccoskerichthys Rosenblatt and Stephens, 1978
- Neoclinus Girard, 1858
- Protemblemaria Stephens, 1963
- Stathmonotus Bean, 1885
- Tanyemblemaria Hastings, 1992